# Wolfram Setz
Wolfram Setz (Stralsund, 7 de julio de 1941-Hamburgo, 14 de agosto de 2023) fue un historiador, editor, traductor y ensayista alemán.

## Biografía
Setz se doctoró con un trabajo sobre el texto de Lorenzo Valla sobre la Donación de Constantino, trabajando posteriormente muchos años en el instituto Monumenta Germaniae Historica de Múnich. En 2004 se trasladó a Hamburgo.
Comenzando en 1991, Setz fue el editor de la colección Bibliothek Rosa Winkel (inicialmente en la editorial Rosa Winkel, desde 2001 en la editorial Männerschwarm), en la que se publicaron 80 títulos. La colección Bibliothek Rosa Winkel reúne en una cuidada selección y edición de clásicos de la literatura gay, que o bien todavía no habían sido editados en alemán, o bien han desaparecido desde hace mucho tiempo del mercado editorial. Algunos libros han sido traducidos por el mismo Setz. Uno de los méritos de Setz es haber redescubierto al pionero de la lucha homosexual Karl Heinrich Ulrichs (1825-1895), cuya vida y obra ha sido publicada en la colección. 
Además, Setz también trabajaba como editor; entre otros, ha publicado en la colección Lebensgeschichten del Schwules Museum de Berlín los tomos sobre Heinz Dörmer(1994), así como Richard Plant (1996). Setz fue también coeditor de la revista científica Forum Homosexualität und Literatur (1987-2007).
Setz ha trabajado asimismo como activista LGBT. Entre otros, fue fundador en 1986 y, hasta su disolución de 1997, miembro de la dirección en el Bundesverband Homosexualität, de orientación izquierdista. Durante un corto periodo de tiempo fue delegado en el ILGA y un firme opositor del LSVD en las cuestiones del matrimonio igualitario.

## Obra (selección)
- Wolfram Setz: Lorenzo Vallas Schrift gegen die Konstantinische Schenkung: De falso credita et ementita Constantini donatione. Zur Interpretation und Wirkungsgeschichte, Niemeyer, Tübingen 1975 (Bibliothek des Deutschen Historischen Instituts in Rom, tomo 44).
- Lorenzo Valla: De falso credita et ementita Constantini donatione, ed. Wolfram Setz, Hermannn Böhlaus Nachfolger, Weimar 1976 (MGH Quellen zur Geistesgeschichte des Mittelalters, tomo 10).
- Das Hohelied der Knabenliebe. Erotische Gedichte aus der Griechischen Anthologie, Rosa Winkel, Berlín 1987 (ed.)
- Der Roman eines Konträrsexuellen. Eine Autobiographie, Rosa Winkel, Berlín 1991 (ed.)
- Die Sünde von Sodom. Erinnerungen eines viktorianischen Strichers, Rosa Winkel, Berlín 1995 – NA MännerschwarmSkript, Hamburg 2005 (trad. y ed.)
- Thijs Maasen: Pädagogischer Eros. Gustav Wyneken und die Freie Schulgemeinde Wickersdorf, Rosa Winkel, Berlín 1995 (reed. y revisión)
- Xavier Mayne (Edward Irenaeus Prime-Stevenson): Imre. Eine psychologische Romanze,  Rosa Winkel, Berlín 1997 (ed.)
- Karl Heinrich Ulrichs: Matrosengeschichten und Gedichte. Ein Lesebuch, Rosa Winkel, Berlín 1998 (compilacion)
- Karl Heinrich Ulrichs zu Ehren. Materialien zu Leben und Werk, Rosa Winkel, Berlín 2000 (ed.)
- Die Geschichte der Homosexualitäten und die schwule Identität an der Jahrtausendwende. Eine Vortragsreihe aus Anlaß des 175. Geburtstags von Karl Heinrich Ulrichs, Rosa Winkel, Berlín 2000 (ed.)
- Wolfram Setz: Karl Heinrich Ulrichs zum 175. Geburtstag. Ein (Ge)Denkblatt, Forum Homosexualität und Geschichte, München 2000
- Robert H. Sherard: Oscar Wilde. Die Geschichte einer unglücklichen Freundschaft, Rosa Winkel, Berlín 2000 (epilogo)
- Wolfram Setz in: Schwulsein 2000. Perspektiven im vereinigten Deutschland (ed. Günter Grau), MännerschwarmSkript (Edition Waldschlösschen), Hamburg 2001
- Antonio Rocco: Der Schüler Alkibiades. Ein philosophisch-erotischer Dialog, MännerschwarmSkript, Hamburg 2002 (trad. y editado con un dosier)
- Neue Funde und Studien zu Karl Heinrich Ulrichs, MännerschwarmSkript, Hamburg 2004 (ed.)
- Jacques d’Adelswärd-Fersen. Dandy und Poet. Annäherungen, MännerschwarmSkript, Hamburg 2005 (ed.)
- Homosexualität in der DDR. Materialien und Meinungen, Männerschwarm, Hamburg 2006 (ed.)
- Howard O. Sturgis: Tim. Roman, Männerschwarm, Hamburg 2009 (epilogo)
- Binet-Valmer: Lucien,[4] Männerschwarm, Hamburg 2009 (epilogo)
- Adolf Wilbrandt: Fridolins heimliche Ehe, Männerschwarm, Hamburg 2010 (epilogo)
- Jacques d'Adelswärd-Fersen: Lord Lyllian, Männerschwarm, Hamburg 2010 (ed. y co-traductor)
- Fritz Geron Pernauhm (es decir., Guido Hermann Eckardt): Die Infamen, Männerschwarm, Hamburg 2010 (ed.)
- Peter Hamecher: Zwischen den Geschlechtern. Literaturkritik. Gedichte. Prosa, Männerschwarm, Hamburg 2011 (ed.)
- Jules Siber: Seelenwanderung, Hamburg: Männerschwarm, Hamburg 2011 (ed.)
- Homunkulus: Zwischen den Geschlechtern. Roman einer geächteten Leidenschaft, Männerschwarm, Hamburg 2012 (ed. con Albert Knoll)
- Herman Bang: Michael, Männerschwarm, Hamburg 2012 (ed.)
- Emil Mario Vacano y Günther von Freiberg: König Phantasus. Roman eines Unglücklichen, Männerschwarm, Hamburg 2014 (ed.)
- Lukian: Erotes. Ein Gespräch über die Liebe, trad. Hans Licht (es decir., Paul Brandt), Männerschwarm, Hamburg 2017 (ed.)
- Luigi Settembrini: Die Neuplatoniker. Ein erotisches Märchen, trad. Gerd Gauglitz, Männerschwarm, Hamburg 2017 (ed. y epilogo)
- Karl Heinrich Ulrichs: Auf Bienchens Flügeln. Ein Flug um den Erdball in Epigrammen und poetischen Bildern. Nach dem Handexemplar des Autors, Männerschwarm, Hamburg 2017 (ed. y epilogo)
- Alec Scouffi: Hotel zum Goldfisch, trad. Karl Blanck y Helene Schauer, Männerschwarm, Berlin 2019 (epilogo)
- Pierre Loti: Mein Bruder Yves, trad. Robert Prölss, Männerschwarm, Berlin 2020 (epilogo)
- Edel-Uranier erzählen. Hans Waldau: Aus der Freundschaft sonnigsten Tagen. Der Liebling Kurt. Konradin: Ein Jünger Platos. Aus dem Leben eines Entgleisen. Theo von Tempesta: Aus dem Liebesleben zweier Freunde, Männerschwarm, Berlin 2021 (compilacion y prefacio)